# Santa María de Sando
Santa María de Sando es un municipio y localidad española de la provincia de Salamanca, en la comunidad autónoma de Castilla y León. Se integra dentro de la comarca de la Tierra de Ledesma. Pertenece al partido judicial de Salamanca.
Su término municipal está formado por un solo núcleo de población, ocupa una superficie total de 13,89 km² y según los datos demográficos recogidos en el padrón municipal elaborado por el INE en el año 2017, cuenta con una población de 114 habitantes.

## Historia
La fundación de Santa María de Sando se remonta a la repoblación efectuada por los reyes leoneses en la Edad Media, quedando adscrito al Alfoz de Ledesma, en el Reino de León. En el siglo XIV una parte del término pasó a pertenecer a la orden de los Agustinos por donación de Lope de Estúñiga en 1339, hecho que se prolongó hasta el siglo XIX. Con la creación de las actuales provincias en 1833, Santa María de Sando quedó integrado en la provincia de Salamanca, dentro de la Región Leonesa.

## Geografía humana

### Demografía
Cuenta con una población de 95 habitantes (INE 2024).
| Gráfica de evolución demográfica de Santa María de Sando entre 1842 y 2021                                            |
| |
| Población de derecho según los censos de población del INE. Población de hecho según los censos de población del INE. |

## Administración y política
| Partido político                              | 2019  | 2019  | 2019       | 2015  | 2015  | 2015       | 2011  | 2011  | 2011       | 2007  | 2007  | 2007       | 2003  | 2003  | 2003       |
| Partido político                              | %     | Votos | Concejales | %     | Votos | Concejales | %     | Votos | Concejales | %     | Votos | Concejales | %     | Votos | Concejales |
| Partido Popular (PP)                          | 76,71 | 56    | 4          | 64,84 | 59    | 4          | 64,22 | 70    | 4          | 31,82 | 35    | 1          | 35,66 | 46    | 2          |
| Partido Socialista Obrero Español (PSOE)      | 9,59  | 7     | 1          | 27,47 | 25    | 1          | 20,18 | 22    | 1          | 39,09 | 43    | 4          | 41,09 | 53    | 3          |
| Unión del Pueblo Salmantino (UPSa)            | —     | —     | —          | —     | —     | —          | —     | —     | —          | 20,91 | 23    | 0          | —     | —     | —          |
| Unidad Regionalista de Castilla y León (URCL) | —     | —     | —          | —     | —     | —          | —     | —     | —          | —     | —     | —          | 19,38 | 25    | 0          |

## Monumentos y lugares de interés

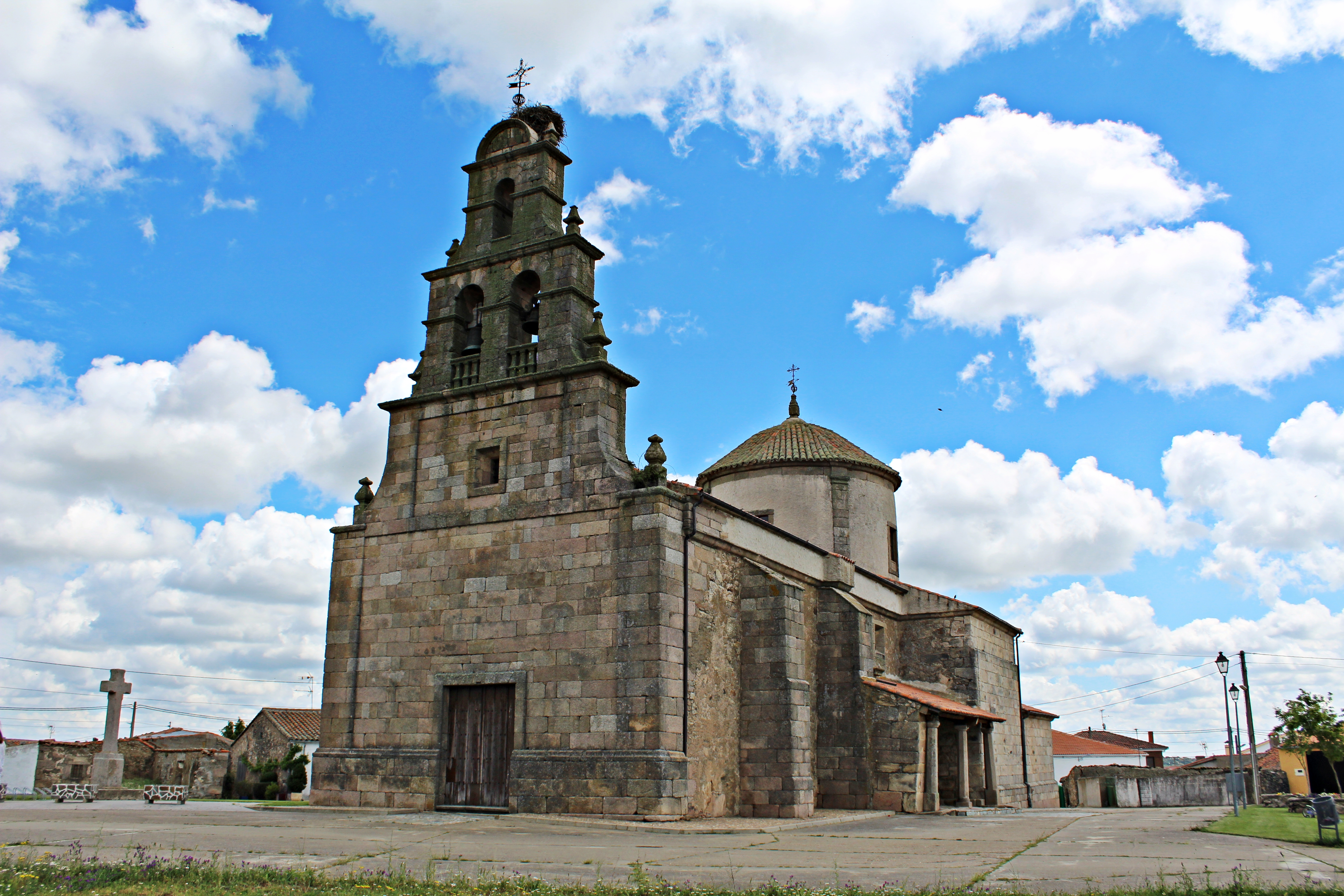
Iglesia parroquial de La Asunción

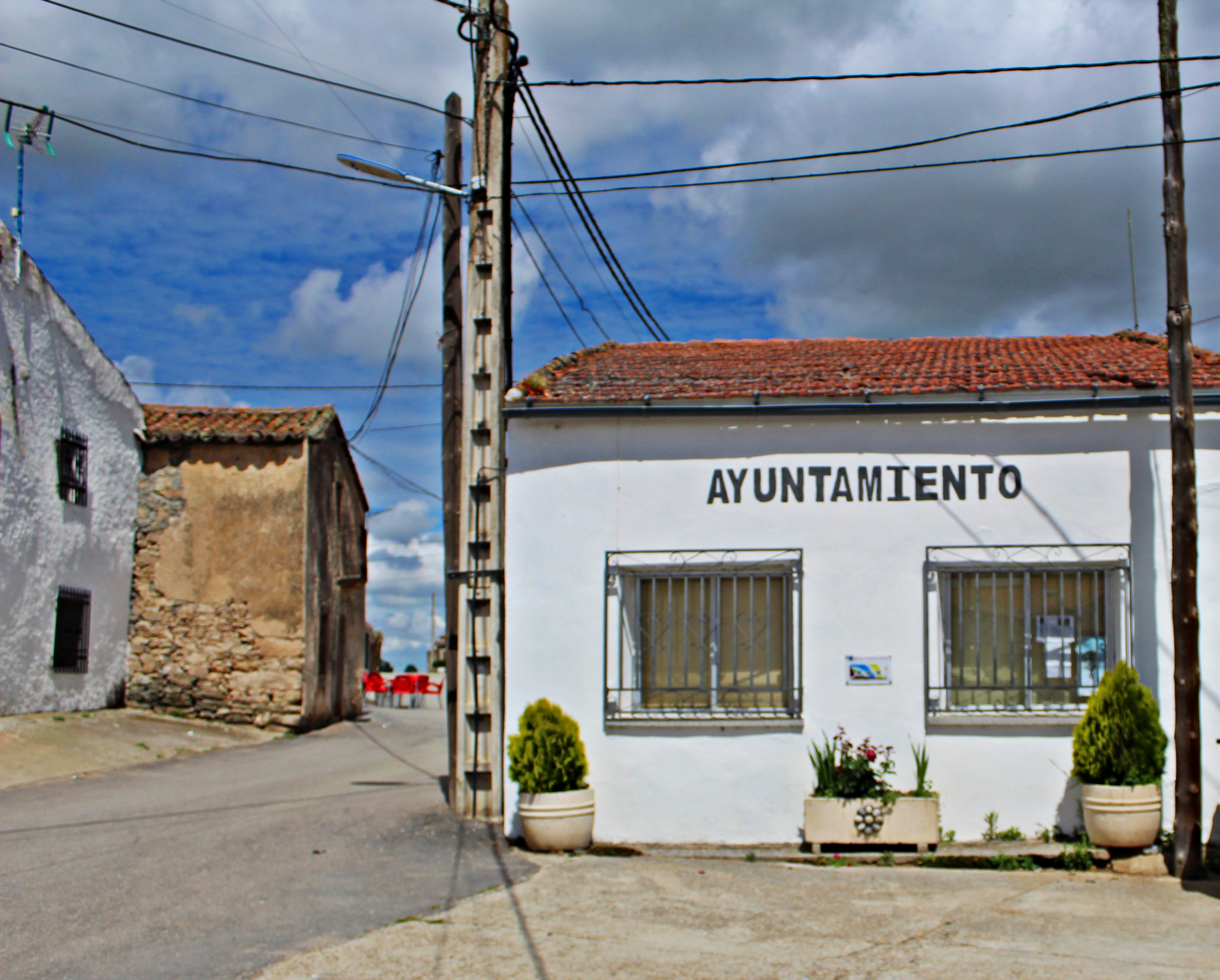
Casa consistorial

- Iglesia parroquial de La Asunción